# Відокремлення організації
Відокремлення організації або спін-оф (англ. spin-off) — відділення дочірньої компанії від своєї материнської компанії шляхом випуску акцій; один із видів реорганізації. Традиційно, акціонери материнської компанії отримують акції компанії, що відокремилася, пропорційно своїм первісним володінням. Такі компанії також можуть створюватися шляхом придбання контрольного пакета акцій керівництвом дочірньої компанії чи підрозділу, чи на основі передачі акціонерної власності персоналу.
Також спін-офом вважають незалежну компанію чи продукт, що раніше були частиною більшої організації, а в цей час функціонують окремо[джерело?].
Цей термін часто використовується для визначення нових компаній, що виникають на основі (державних) дослідницьких інститутів, університетів (їх дослідницьких і дослідно-конструкторських центрів) чи великих компаній. Коли службовці залишають свою установу/компанію, щоб почати свій бізнес, про них говорять, що вони «відокремлюються».